# Tim Visterin
Tim Visterin (Antwerpen, 13 november 1940 – Oostduinkerke, 28 augustus 2018) was een Belgische zanger en muzikant die heeft gespeeld in de Antwerpse jazzgroep The Jokers en in 1960 overstapte naar de Belgische rockgroep Roland et les Bémols. Hij is vooral bekend door zijn liedje De vogel (1970).

## Levensloop
In de tweede helft van de jaren zestig ging Visterin in Amsterdam studeren aan de Kleinkunstacademie. Hij werd lid van de cabaretgroep "Sjanbaret", maar nadat hij in 1970 plotseling een grote Vlaamse hit had met het kinderliedje De vogel, een vertaling van "Dites-moi, Monsieur" van de Franse zanger Jean-Claude Darnal, ging hij op de solotoer.
In 1974 stopte hij met platen opnemen. Zijn activiteiten als Belgisch muziekuitgever voor de glamrockartiesten
Sweet, Mud en voor de Bee Gees leverden hem genoeg op; eind jaren zeventig verhuisde hij naar de Verenigde Staten en kwam in 1991 terug. Hij ging werken voor muziekuitgeverij Centropa Music en Helmut Lotti.
Visterin overleed op 77-jarige leeftijd.

## Discografie

### Albums
- 1969 - Tim Visterin
- 1971 - De vogel
- 1974 - Tim in het circus / Tim in het verkeer

### Singles
- 1970 - De vogel / Buffalo Bill
- 1971 - Suikernonkel
- 1971 - Robin Hood
- 1972 - Heertje
- 1972 - Knikkers
- 1973 - Keizer Karel
- 1973 - Alphonso's voddenkar
- 1974 - Zeg lala

## Trivia
VRT-weerman Frank Deboosere en radio-maker Pat Donnez waren lid van het kinderkoor dat te horen is in de hit "De Vogel".